# SPATA7
SPATA7‏ (Spermatogenesis associated 7) هوَ بروتين يُشَفر بواسطة جين SPATA7 في الإنسان.